# Terminus (bolygó)
Isaac Asimov Alapítvány-Birodalom-Robot univerzumában a Terminus bolygó az Első Alapítvány fővárosa.

„„Terminus – Helyzete egyáltalán nem volt méltó ahhoz a szerephez, amelyet a Galaxis történelmében volt hivatva betölteni, ámbár, amint azt az írók légiója sohasem felejtette el hozzátenni, szükségszerű volt. Mivel a galaktikus spirál legszélén foglalt helyet, egy magányos nap egyetlen bolygójaként, amely szegény volt természeti kincsekben, és jószerivel minden gazdasági értéknek híján volt, ennél fogva a fölfedezését követő öt évszázad folyamán sohasem települt be, egészen addig, amíg az enciklopédisták ide nem költöztek…”
(Encyclopedia Galactica)”

|  | Ez a szócikk a teljes Alapítvány–Birodalom–Robot regényciklus cselekményét részletezi! |

## A bolygó elhelyezkedése, földrajza
Terminus bolygó a Periféria legkülső területei között helyezkedik el, az Első Galaktikus Birodalom idején Anakreón tartományon belül, később a Négy Királyság között, semleges bolygóként, még később az Első Alapítvány fővárosaként (a Négy Királyság közül háromról történik említés az Alapítvány-trilógia lapjain, ezek Anakreón, Smyrno és Loris). Anakreón központi bolygója 8 parszekre, azaz 26 fényévre található Terminustól.
A főváros Terminus City, mely az egyetlen nagyobb földrészen terül el. Ezen kívül három másik várost ismerünk, Agyropolt, Newton City-t és Stanmarkot (Arkady Darell szülővárosa). A bolygó többi részét nagyrészt tengerek és óceánok borítják, a szárazföldeket pedig kb. 10 000 kisebb, többnyire lakott sziget képviseli.
Neve a latin terminus szóból származik, melynek jelentése „határ, vég”.

## A bolygó történelme
A bolygó alapításától számoljuk az Alapítványi Kort (A.K.), amikor Hari Seldon Trantor-ról száműzöttek csoportja – kb. 100 000 ember – itt telepedett le G.K. 12 067-ben.
Seldon és közvetlen munkatársai tíz évvel korábban bukkantak a bolygóra, és úgy ítélték, mind galaktográfiai, mind politikai tekintetben a lehető legalkalmasabb helyzetben van ahhoz, hogy az Első Alapítvány székhelye legyen, ezért úgy rendezték a körülményeket, hogy a Közbiztonsági Bizottság ide száműzze a Seldon-terven dolgozó húszezer családot.
A bolygót A.K. 50-ig az enciklopédisták kis csoportja irányította, akik ugyan nagyszerű elméleti szakemberek, tudósok voltak, ám képtelenek voltak eligazodni a politikában. Ekkor lépett színre az Alapítvány korai történetének egyik legjelentősebb alakja, Salvor Hardin polgármester. Ő volt az, aki az Alapítvány létesítésének ötvenedik évfordulóján puccsal félreállította az enciklopédistákat, és a hatalmat magához ragadva elhárította az anakreóni fenyegetést a bolygó fölül, megőrizve a semlegességet. Innentől számítjuk a polgármesterek uralkodását. A következő harminc évben Terminus a királyságokra kiterjesztett vallási rendszer középpontjává vált, így biztosítva a sérthetetlenséget.
A.K. 310-ben az Öszvér-ként emlegetett mutáns mentalista Kalganról indított hódító háborúja folyamán meghódítja Terminust. A bolygó az Öszvér haláláig (A.K. 320) a Világok Szövetségének tagállama. Az Öszvért Han Pritcher követi a Világok Szövetsége élén, ekkor azonban Terminus, és vele az alapítványi területek és számos más tagállam felkel a Szövetség ellen. Terminust ostromzár alá vonják, végül azonban a felkelés sikerrel ér véget, és újra az Első Alapítvány központi bolygója lesz.
A.K. 498-ban, egy Seldon-válság folyamán a Harla Branno polgármesternő által irányított politikai erők sikeresen védik meg Terminust, mint az Alapítvány fővárosát azokkal szemben, akik szerint az immáron teljhatalommal rendelkező Alapítványnak a Galaxis központjába kellene áthelyeznie központját.